# День Уэнтворта
«День Уэнтворта» (англ. Wentworth’s Day) — рассказ американского писателя Говарда Филлипса Лавкрафта, который после его смерти дописал Август Дерлет. Он вошел в сборник «Единственный наследник», выпущенный тиражом в 2096 экземпляров в 1957 году издательства «Arkham House».  

## Сюжет
Летом 1927 года Фред Хэдли везет товары на автомобиле через Данвич. Эти края пользовались дурной славой, местных жителей здесь назвали словом Hexerei. Дождь сделал дорогу непроходимой, что вынудило Фреда искать укрытие. Он находит старинный дом, чья летняя кухня, флигель и хлев примыкают друг к другу, образуя единый комплекс с разными по высоте крышами. Амос Старк, хозяин дома, впускает его и принимается настороженно расспрашивать его. Старик опасается некого Наума Уэнтворта. Фред замечает Седьмую Книгу Моисея, том трудов Коттона Мэзера, а также газету, в которой была статья об осквернении могилы на склоне холма неподалеку.  
Амос поведал свою историю, о том, как он занял у Наума денег и обещал вернуть долг ровно через 5 лет. Этот срок истекает сегодня, в этот самый день, поэтому сегодня День Уэнтворта. Однако случилось так, что Наум был давно застрелен на охоте, в затылок. Старик потратил деньги, хотя, ранее обещал отдать их дочери Наума, но все же не сдержал слово.  

Фред читает в Седьмой Книге Моисея: в ней упоминаются имена божеств: Азиль, Мефистофель, Мабуэль, Бабуэль, Аниквэль; а затем он читает заклинание, воскрешающее мертвых. Старик все твердил, что он не виноват и что некое существо или мертвец выстрелил в Наума. Неожиданный стук потряс дверь. Амос пошел к двери и спросил кто там, но ответа не последовало. Старик воскликнул, что полночь прошла, указывая на часы. Дверь с шумом распахнулась и старик упал на пол. Раздался крик, а потом булькающие горловые звуки и последний вздох. Фред подходит к двери и видит страшную картину:  
Амос Старк был навзничь распростерт на полу, а на груди его, впившись в горло костяшками пальцев, восседал медленно распадающийся на отдельные кости скелет (англ. Skeleton). В затылочной части голого черепа было ясно видно круглое отверстие, проделанное пулей. На иссиня-белом горле старика были впившиеся глубоко в плоть фаланги пальцев человеческого скелета. Косточки каждая в отдельности шевелились, затем оторвались от трупа, быстро пересекли комнату и одна за другой канули в ночь, дабы воссоединиться с останками чудовищного пришельца, в назначенный им самим срок, явившегося с того света на встречу со злополучным Амосом Старком!

## Вдохновение
Возможно, имя персонажа выбрано в честь Джеймса Уэнтворта (21 апреля 1899 — 5 января 1983), британского писателя и проповедника Школы Тори. Он был известным охотником за призраками и написал несколько книг об этом. Жил он в Восточной Англии и владел частичкой болота в Кембриджшире.  
В газете писали, что на этом холме разрыли могилы. Возможно, Амос и Наум, оба давно умерли, а дом давно разрушен, поскольку все это является полтергейстом. Амос Старк упоминает Абеля, который, может быть персонажем Абелем Фостером из рассказа «Две черные бутылки». Если допустить это, то ему должно быть более 200 лет и он является призраком.   
В рассказе собраны элементы жанра мистики и ужаса, а действия происходят в традиционной сельской местности «Страны Лавкрафта».  
Седьмая Книга Моисея упоминается в других рассказах Дерлета. Коттон Мэзер упоминается в рассказах «Неименуемое» и «Модель для Пикмана». 

## Персонажи
- Фред Хэдли — торговец из Бостона, который отвозил товары покупателям в штате Массачусетс.

- Амос Старк — Костлявый старик с морщинистым лицом и редкой бороденкой, кое-как прикрывавшей тонкую жилистую шею. На носу его торчали очки, но он разглядывал меня поверх стекол, слегка наклонив седую плешивую голову. Глаза его были угольно-черного цвета, резко контрастируя с белизной волос; В несколько жутковатой ухмылке, обнажались пеньки стертых зубов. На вид ему было лет 80. По его словам, он жил один вот уже седьмой год. Раньше с ним жили Молли и Дюи. Абель уехал отсюда еще мальчишкой, а Элла умерла от легочной лихорадки.

- Наум Уэнтворт — известный человек в сельской местности Данвича. Зловредный, однако, чудак и скаредный. Владел «Седьмой Книгой Моисея».

## Связь с другими произведениями
В рассказе «Ужас Данвича» описана история Данвича. 
В рассказе «Две черные бутылки» описано воскрешение мертвеца и проклятие, не дающие духу покинуть мир живых. 